# Искра (1888 – 1897)
„Искра“ е месечно научно-литературно списание, което се издава в Шумен в периода май 1888 – 1897 г.
Издава се от Спас Попов, редактор е В. Юрданов. В списанието се поместват оригинални и преводни разкази, повести и романи – предимно от Фьодор Достоевски, научнопопулярни и педагогически статии, народни песни, предания и др., научни новини, критика и библиография из българския и чуждия обществен живот.
В списанието са публикувани разказите на Анастас Иширков: „Из съвременните бележки на Иш-рк“, „Господар и слуга“, „После войната“, „Световни промени“, „На заговезни“ и „Финансов“.